# Itaquaraí
Itaquaraí é um distrito no município brasileiro de Brumado, na Região Nordeste do País, no Centro-Sul do estado da Bahia, a 26 quilômetros da cidade. Fora a sede, é um dos quatro distritos do município. Sua posição geográfica está sob as coordenadas 14° 02' 17", latitude sul e 41° 43' 55", longitude oeste e altitude de 458 metros.
Anteriormente o distrito de Itaquaraí denominava-se Olho d`Água, porém, em 30 de novembro de 1938, em cumprimento do Decreto Estadual nº 11089, passou a receber a denominação atual.

## Infraestrutura e economia
O distrito possui escolas primárias e secundárias, com quadras poliesportivas; conta com um cartório para a realização de casamentos, emissão de registro civil e afins. Conta com um unidade básica de saúde (UBS). Vem recebendo também alguns investimentos como construção de praças, por exemplo. Possui algumas ruas pavimentadas, coleta de lixo, realizada pela Prefeitura Municipal de Brumado e rede de esgoto. Possui também água encanada, abastecida pela Empresa Baiana de Águas e Saneamento (Embasa) e energia elétrica, suprida pela Companhia de Eletricidade do Estado da Bahia (Coelba).
A economia local é baseada no cultivo de maracujá e umbu. Sua localização favorece a cultura, estando às margens do Rio São João, mais próximo à microbacia do Rio Brumado, região de maior produtividade da fruta, tanto na Bahia como no Brasil. Também a criação de peixes é uma contribuidora importante. A economia também tem recebido investimentos do Governo Federal, com a construção da Ferrovia de Integração Oeste-Leste (Fiol).